# بهنات گریسیریل
بهنات گریسیریل (به انگلیسی: Glyceryl behenate) با فرمول شیمیایی Variable یک ترکیب شیمیایی است؛ که جرم مولی آن متغیر می‌باشد.